# Langue d'Espagne
Pour la question des langues parlées en Espagne, voir Langues en Espagne.
La Langue d'Espagne était, avec celles de Provence, d'Italie, d'Angleterre, de France, d'Allemagne et d'Auvergne, l'une des sept premières langues (ou provinces) des Hospitaliers de l'ordre de Saint-Jean de Jérusalem.

## Historique
La langue d'Espagne est créée en 1301 par Guillaume de Villaret afin de regrouper les chevaliers d'origine ibérique avec à sa tête un pilier à qui revenait de facto la fonction de grand drapier (à partir de 1340). Cette langue regroupait donc les grands prieurés de la péninsule alors qu'auparavant ces prieurés dépendaient du grand commandeur des royaumes d'Espagne. Puis en 1462 la langue d'Espagne est scindée en deux langues, la langue d'Aragon et la langue de Castille.

### Grand prieuré de Castille et León
À la suite du procès de l'ordre du Temple, la destinée des biens templiers en Castille et León fut remise à plus tard car Ferdinand IV de Castille en avait déjà donné une partie à d'autres ordres religieux ainsi qu'à la noblesse. Le 14 mars 1319, le pape Jean XXII décide que ceux de Castille seront tout de même dévolus aux Hospitaliers sous peine d'excommunication mais ce ne fut pas le cas.
- Commanderie d'Alcanadre  (?-1342)[3]
- Commanderie d'Almanza[4] (Almança, 1251)[N 1]
  - San Bartolome del Cueto, Los Barrios de Nistoso (es)[5]
- Commanderie d'Almazán (1229)[6].
  - Ágreda (1243)[N 2]
  - Maison de l'Hôpital de Soria[N 3] appelée aujourd'hui monastère de San Juan de Duero
  - Château de Castillejo de Robledo (es)[7],[8]
- Commanderie de Ávila[4]
- Commanderie de Bamba[4],[9]
- Commanderie de Beade[9],[10]
  - Soutolongo (gl)[11]
- Commanderie de Benavente[9]
  - Vidayanes
- Commanderie de Buradón (es) (1290)[12],[13]
  - Commanderie de Quintanilla (es) et Atapuerca (1191)[14]
- Commanderie de Burgos[4]
  - Église de Saint-Pierre-et-Saint-Felices
- Commanderie de Castronuño[4]
  - Église Santa María del Castillo (es).
- Commanderie de Cerecinos[4] (1174)
- Commanderie de Ciudad Rodrigo[4]
- Commanderie de Consuegra (1183)
- Commanderie de Fregenal de la Sierra  (1336)[15]
  - Bodonal de la Sierra et Higuera la Real[N 4]
- Commanderie de Fresno[4],[N 5]
  - Torrecilla de la Orden
  - Villaruz ou Villaluz (1219)[16]
- Commanderie de La Bóveda (1116)[N 6]
  - Algodre (1116)
  - Cañizal (Canizar, 1116)
  - Castrillo de la Guareña (Castrello de Villavite, 1116)
  - Fuentelapeña (Fonte de illa pena, 1116)[N 7]
    - Couvent Santa María de los Villares (XIVe siècle-XVIe siècle)[N 8]

  - Olmo de la Guareña (es) (Holmos, 1116)
  - Ordeño (1116)[N 9]
  - Vadillo de la Guareña (Vadelo, 1116)
  - Vallesa de la Guareña (Vallesa, 1116)
  - Villaescusa (1116)
  - Villaralbo (Villaralvo, 1116)
- Commanderie de Lemos[4] (1232)[N 10]
- Commanderie de León[4]
- Commanderie de Limia[4]
- Commanderie de Logroño[4] (1323)[N 11]
- Commanderie de Lora del Río[17]
  - Château de Almenara (1241[18]-fin XIIIe siècle)[19]
  - Château de Lora (1241)
  - Château de Setefilla (es) (1241)
- Commanderie de Mayorga[4],[N 12]
- Commanderie et baillie de Olmos (es) (1144)[N 13]
  - Carranque
  - Cedillo (? - 1227)[N 14]
  - El Viso de San Juan[N 15]
- Commanderie de O Incio (1232 ou XIVe siècle)[20]
- Commanderie de Paradinas[4]
- Commanderie de Población[4],[21] [Las Nueve Villas de Campos]
- Commanderie de Portomarín[4] (1179)[22]
  - Église de San Juan de Portomarín (es) dite de San Nicolás
  - Église Santa María de Costantín (gl) (1232)[23], commune de Baralla
- Maison de l'Hôpital de Puente de Itero[4]
  - Ermitage San Nicolás de Puente Fitero (it)
- Commanderie de Puente de Órbigo[4]
- Commanderie de Quiroga[4]
- Commanderie de Reinoso[4]
- Commanderie de Ribadavia[4]
- Maison de l'Hôpital de Rubiales (XIIIe siècle)[N 16]
- Commanderie de Salamanque
  - Église Saint-Jean de Barbalos (Salamanque) (es) [chef-lieu de la commanderie]
  - Ledesma?[N 17]
- Commanderie de San Juan del Camino[4],[N 18]
- Commanderie de San Miguel del Pino
- Commanderie de San(t) Miguel de Posada[24],[N 19]
  - Fuenteungrillo (es)[26]
- Commanderie de Santa María da Regueira (gl)[4]
- Commanderie de Santa María de la Vega de Toro (es) (1184)[27],[N 20]
- Commanderie de Setefilla (es)
- Commanderie de Tábara[4]  [à vérifier ][N 21]
  - Monastère de San Salvador de Tábara (es)
- Commanderie de Toroño[4],[28]
- Commanderie de Torquemada (1289)[29]
- Commanderie de Vallejo (es)[30]
  - Église San Lorenzo (Vallejo de Mena) (es)
  - San Pantaleón de Losa (es) (1226[31]-1535)[N 22]
  - Miñón (es)[32]
- Commanderie de Villafilar[N 23]
  - Santa Maria de Villamemar (es)
- Commanderie de Villafranca del Bierzo[4] (domus Hospitalis in Beriz, 1197)
- Commanderie de Villar[N 24] et Villacevala[4],[N 25]
- Commanderie (baillie) de Villapalmaz  (?-1330)[33]
- Commanderie de Zamayón[34]
  - Casasola (es)
  - La Izcalina[N 26]
  - Valdelosa
  - Zamocino[N 27]
- Commanderie de Zamora[35]
  - Baillie de Santa María de Horta / Église Sainte-Marie de la Horta (Zamora) (es)
  - Baillie de San Gil de Zamora / Église disparue
  - Baillie de Santa María Magdalena / Église Sainte-Marie-Madeleine (Zamora) (es)

#### Liste des prieurs
- Pedro de Areas[36] / de Arlés / de las Heras (Petrus de Aries, Pierre d'Arles?)  (1178-1182) [per Hispaniam magister / prior][N 28]
- Pedro Ovárez (1220-1221)[37]
- Juan Sánchez (1223-1225, 1232-1237)[37]
- Fernando Rodriguez (1238-1249)[37]
- Ruy Pérez (1253-1255)[37]
- Álvaro Peláez (1277-1278)[37]
- Fernán Pérez Mosejo († 1293), prieur de Castille et León (1280-1286)[38] et grand commandeur des cinq royaumes d'Espagne (1286-1293)[39],[40]
  - Alfonso Pérez [Tenant lieu, 1282][37]
- Garci Perez (1295)[37]
- Vasco Lourenço (1296)[41]
- Diego Gómez de Roa (1297)[37], tenant lieu de grand commandeur d'Espagne en 1294[41]
- Vasco Lourenço (1298-1299)[41]
- Ruy Fernández (1310-1312)
- Fernán Rodríguez de Valbuena (1312-1333)[42]

### Châtellenie d'Amposta
La châtellenie d'Amposta, bien que son nom ne l'indique pas, était le prieuré originel regroupant les commanderies situées dans la couronne d'Aragon au sein de la langue d'Espagne. En 1317, il fut divisé en deux avec la création du prieuré de Catalogne (ca) à la suite de la dévolution des biens de l'ordre du Temple. Par ailleurs, les commanderies hospitalières du royaume de Valence furent transférées en 1319 à l'ordre de Montesa sauf une petite commanderie centrée sur Valence et ses alentours.
De nombreux grands maîtres de l'ordre furent d'abord châtelains d'Amposta (ca) tels que:
- Hermangard d'Asp
- Juan Fernández de Heredia
- Piero Raimondo Zacosta

#### Liste des commanderies

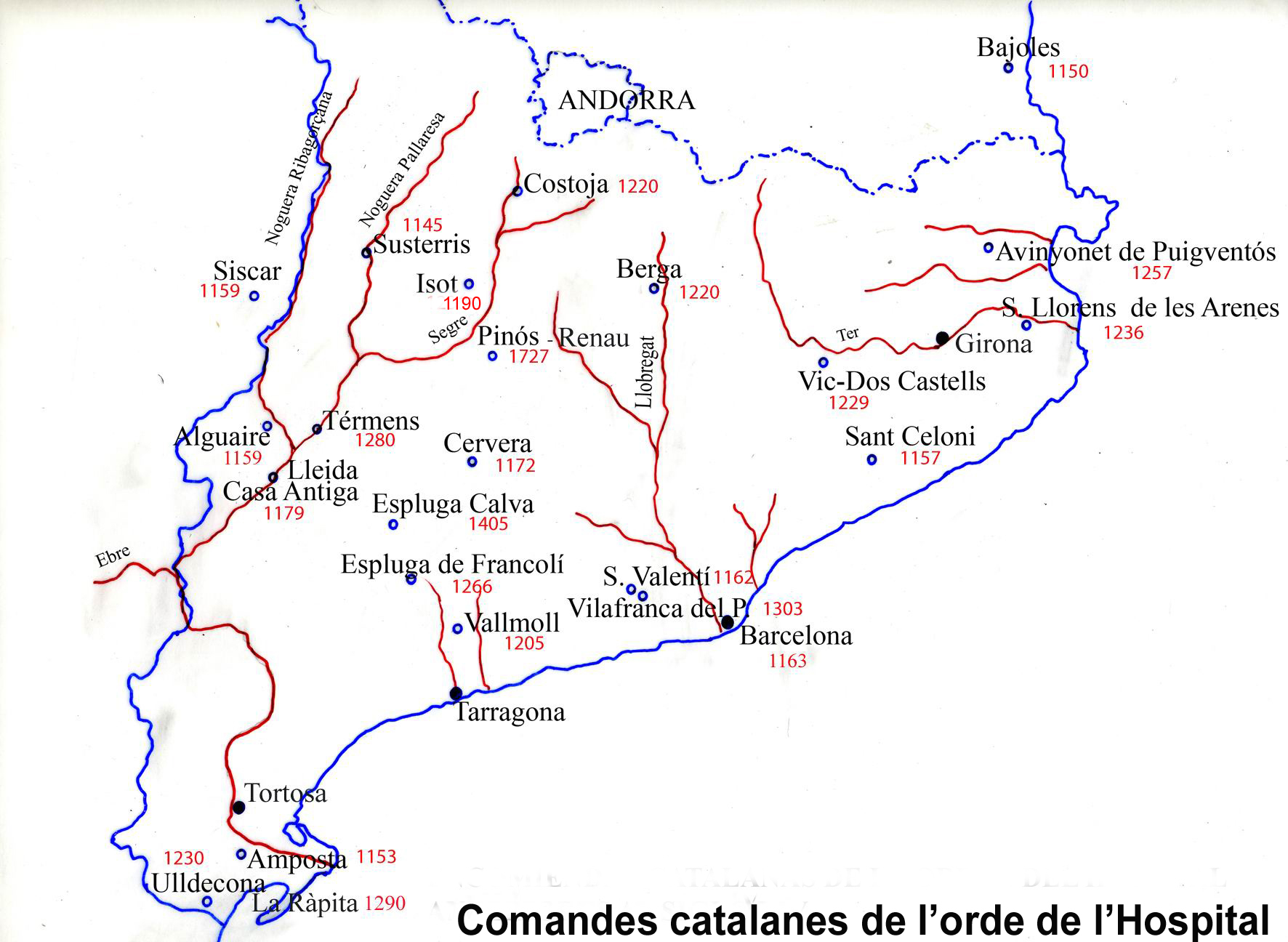
Les commanderies catalanes de l'Hôpital avant la dévolution des biens du Temple.

- Commanderie d'Alfambra. [44]
  - Maison du Temple d'Orrios [44]
- Commanderie d'Aliaga (an) (1180) - Aliaga.
  - Fortanete (1202)[45]
  - Miravete de la Sierra (1220-XIIIe siècle)[N 29]
  - Pitarque
  - Sollavientos (an) (1205), commune de Allepuz.
  - Villarroya de los Pinares (1190)
- Commanderie d'Ambel.
- Commanderie d'Añón.
- Commanderie d'Ascó  (Catalogne).
- Commanderie de Barbastro.
- Commanderie de Burriana (?-1317)[N 30] - Borriana (Communauté valencienne)
- Commanderie de Calatayud .
- Commanderie de Cantavieja (an) [46] - Cantavieja.
  - Cañada de Benatanduz [44]
  - La Cuba [44]
  - La Iglesuela del Cid  (La Gresola)
  - Mirambel 
  - Tronchón 
  - Villarluengo [44]
- Commanderie de Caspe (es)(1182-...)[47] dite château du compromis de Caspe
- Commanderie de Castellote [44].
- Commanderie de Cervera (1235-1317, Communauté valencienne)[N 30]
- Commanderie de Chalamera[48] .
  - Belver de Cinca 
  - Calavera (Monte Julia)  (hameau au nord-est de Belver de Cinca)
  - Santalecina (es)[49] (1157-1184, v.  1317-...)[N 31]
  - Valonga (hameau au nord-est de Belver de Cinca)
- Commanderie de Cullera (?-1317, Communauté valencienne)[N 30]
- Commanderie d'Encinacorba (Lecinacorba).
- Commanderie d'Horta (ca)  (Catalogne).
- Commanderie de La Almunia de Doña Godina.
- Commanderie de La Ràpita - Sant Carles de la Ràpita.
- Commanderie de La Sénia.
- Commanderie de Lérida[N 32]
  - Almudáfar (an) (1208)[50]
  - Grisén (ecclesiam de Grisenech, 1208)
- Commanderie de Mallén[51].
- Commanderie de Miravet - Miravet.
- Commanderie de Monzón .
  - Ariéstolas (an)[49]
  - Cofita (es)[49]
  - Estiche de Cinca (es)[49]
  - Pueyo de Santa Cruz
  - Casas de Ripol[49] sur la commune de Binaced
- Commanderie de Novillas .
- Commanderie d'Orpesa (1235-1249[N 30], Communauté valencienne)
- Commanderie de San Juan de los Panetes (an) dite commanderie de Saragosse (Zaragoza)[52].
  - Maison du Temple de Saragosse .
- Commanderie de Saint-Jean de Huesca[53].
  - Colungo 
  - Maison du Temple d'Huesca  dite les maisons vieilles d'Huesca.
  - Muro de Solana
- Commanderie de Sigena (1157-...)[54]
  - Monastère féminin de Sainte-Marie de Sigena (1188-...)[55].
- Commanderie de Samper de Calanda.
- Commanderie de Torrent de Cinca.
- Commanderie de Torrent de l'Horta - Torrent (Communauté valencienne).
- Commanderie d'Ulldecona.
- Commanderie de Valence[N 33] (Communauté valencienne)[56].
  - Torrent
  - La Alquería de Picanya
- Commanderie de Villarluengo [44].
- Commanderie de Villel (es) [44]  - Villel[57],[58].
  - Cabroncillo (es)[N 34]
  - Libros [44]
  - Riodeva 
  - Sarrión[59] [60]
  - Villastar

#### Liste des châtelains d'Amposta

##### Langue d'Espagne
1. Gaufred de Bresol 1157[61]-1158
2. Arbert de Petra 1164-1165
3. Pere de Besora 1164-1165
4. Ramon de Verdú 1173
5. Alfons 1174-1178
6. Bernat d'Altés 1179-1180
7. Hermangard d'Asp 1180-1182
8. Pedro Simén de Luna 1184
9. García de Lisa 1185-1188
10. Pedro López de Luna 1188
11. Fortún Cabeza 1188-1198
12. Martín de Aibar 1198-1200
13. Ximén de Labata 1201-1205
14. Martín de Andos 1206-1211
15. Berenguer de Miralles 1213
16. Ramon d'Iscles 1216-1217
17. Garcia Artiga 1218-1221
18. Folch de Tornell (ca) 1221-1227
19. Bermon de Montearenyo 1225
20. Ramon d'Alsamora 1228
21. Hug de Follalquer (ca) 1230-1244
22. Guerau Amic 1245
23. Pere d'Alcalà 1246-1252
24. Pere de Granyena 1253-1254
25. Gueau Amic 1255-1258
26. Guiu de la Guespa 1261-1264
27. Ramon de Ribelles 1276-1282
28. Galceran de Timor 1286
29. Bernenguer d'Almenara 1289
30. Ramon de Ribelles 1299-1301
31. Pere de Soler 1306[61]-1309
32. Ramon d'Empúries 1314
33. Martí Pere d'Orós (1316-1319), châtelain d'Amposta[62]
34. Ramon d'Empúries (ca) (1319-1323)
35. Sanç d'Aragó 1328-1341
36. Juan Fernández de Heredia 1346-1376
37. Martín de Lihori 1379-1392
38. Pedro Rodrigo de Moros 1397-1409
39. Berenguer de Castelló 1415
40. Gonzalvo de Funes (1417-† 1420)[N 35]
41. Pedro de Liñán 1420-1421
42. Dalmau Ramon de Xetmar (ca) 1421-1427
43. Joan de Vilagut (ca) 1427-1444
44. Pere Ramon Sacosta 1446-1461

##### Langue d'Aragon
1. Bernat Hug de Rocabertí (ca) 1461-1485
2. Pedro Fernández de Heredia 1488-1490
3. Diomedes de Vilaragut 1492-1496
4. Lope Días de Escorón 1505-1506
5. Joan d'Aragó 1506-1517
6. Francesc de Montserrat 1518-1519
7. Jeroni Canell 1522-1524
8. Joan d'Aragó 1535
9. Miguel Juan del Castellar 1560-1564
10. Luis de Talavera 1570-1573
11. Francisco Pomar 1583
12. Luprecio del Poyo 1594
13. Jerónimo de Foces 1600
14. Frederic de Meca 1602
15. Martín de Ferreira 1605
16. Felipe de Bardaxí 1625
17. Jerónimo de Medina 1649
18. Vicent Carròs 1655-1658
19. Jaume de Bellvís 1664
20. Pedro Dávalos Maza y Rocamora 1674-1702
21. Félix de Ayerbe 1717
22. Gaspar de la Figuera 1723
23. Manuel de Sada y Antillón 1732-1755
24. Miquel Dolz 1765-1774
25. Vicente de la Figuera 1776-1787
26. Antonio Lores 1790-1791
27. Pérez de Sarrión 1796-1798
28. Francesc de Paula de Borbó 1827-1851

### Grand prieuré de Catalogne
Ce prieuré fut créé en 1317 par séparation avec la châtellenie d'Amposta et le prieur de Catalogne (ca) résidait généralement à Barcelone. La limite sud de ce prieuré étant matérialisée par l'Èbre avec pour commanderie la plus méridionale, celle de Tortosa.
Amposta, chef-lieu de la châtellenie du même nom, se trouvant à peine 10 kilomètres au sud de cette dernière.

#### Liste des commanderies
(ca): comanda hospitalera, (es): Encomienda hospitalera
- Commanderie d'Aiguaviva (ca)  (Catalogne)
- Commanderie d'Avinyonet de Puigventós (ca) (Catalogne)
  - Commanderie de Castelló d’Empuries (ca)
- Commanderie de Bajoles (Pyrénées-Orientales)
  - Le Mas de la Garrigue 
  - Saint-Hippolyte
- Commanderie de Barbens (ca)  (Catalogne)
- Commanderie de Barberà (ca)  (Catalogne)
- Commanderie de Casa Antiga (ca) - Lérida (Catalogne)
  - Couvent-forteresse de Gardeny
- Commanderie de Cervera (Catalogne)[63]
  - Commanderie d'Alguaire[54]
  - Gebut
  - Puig-reig
- Commanderie de Corbins (ca)  (Catalogne)
- Commanderie de L'Espluga Calba (Catalogne)
- Commanderie de L'Espluga de Francolí [N 36] (Catalogne)
- Commanderie de Granyena  (Catalogne)[63]
  - Montornès de Segarra
  - Mas de Bondia (ca)
  - Talladell (ca) [64]
- Commanderie d'Horta (ca) - Horta de Sant Joan  (Catalogne)
- Commanderie de Huesca  (Aragon)
- Commanderie d'Isot-Costoja-Berga (ca) - Gavarra (ca), Costoja (ca) et Berga (Catalogne)
- Commanderie de La Guàrdia Lada (ca) - Montoliu de Segarra (Catalogne)
- Commanderie de Majorque  (îles Baléares)
  - Notre-Dame de Pollença (ca) - Pollença
- Commanderie du Mas Deu  (Pyrénées-Orientales)
  - Bages 
  - Palau-del-Vidre 
  - Commanderie de Perpignan
- Commanderie d'Orla  (Pyrénées-Orientales)
- Commanderie de Sant Celoni (Catalogne)
- Commanderie de Sant Llorenç de les Arenes (ca) (Catalogne)
- Commanderie de Sant Valentí de les Cabanyes (ca) (Catalogne)
- Commanderie de Siscar (ca) (Aragon)
- Commanderie de Susterris (ca) (Catalogne)
- Commanderie de Térmens
- Commanderie de Torrente (Aragon)
- Commanderie de Torres de Segre  (Catalogne)
- Commanderie de Tortosa  - Tortosa (Catalogne)
- Commanderie de Vallfogona (ca)  - Vallfogona de Riucorb
- Commanderie de l'Hospitalet de Vallmoll - Puigpelat
  - Selma (ca)  - Selma (Aiguamúrcia)
- Commanderie de Vic (1177-1378, Catalogne)

La commanderie de Renau-Pinós (1727) n'existait pas à cette époque, elle est postérieure à l'instauration de la langue d'Aragon.

#### Liste des prieurs
La liste ci-dessous correspond à celle publiée par monsieur Miret y Sans en 1910 sauf mention contraire indiquée en référence:

##### Langue d'Espagne
1. Martí Pere d'Orós (1318), châtelain d'Amposta[62]
2. Ramon d'Empúries (ca) (1319-1323)
3. Sanxo d'Aragó (1325)
4. Arnau d'Alòs (1328-1336)
5. Pere Alquer (1337-1346)[N 37]
6. Pere Arnau de Peirestortes (1347-1360)
7. Ramon de Vilademany (1363).
8. Vidal Alquer (usurpateur), (1365)
9. Pere Guillem d'Olms, (1365-1372)
10. Juan Fernández de Heredia, (1372-1379)[67]
11. Guillem de Guimerà i d'Abella (ca) (1379-1396)[68]
12. Pere de Vilafranca (1396-1404)[69]
13. Pere Despomer (1404-1409)[69]
14. Gracià de Maissen, (1409-...)[69]
15. Gonzalvo de Funes, (1412-1414)
16. Jofre de Canadal, (1415-1423)
17. Lluís de Gualbes, (1427-1439)[70]
18. Rafael Saplana, (1439-1445)
19. Felip d'Ortals, (1446-1448)
20. Gilabert de Loscós, (1449-1460)

##### Langue d'Aragon
1. Jaume de la Geltrú (ca), (1460-1481)
2. Ferran d'Aragó i Conejo (ca), (1487-1495)
3. Francesc de Boxols, (1495-1501)
4. Bernat Guerau de Requesens (ca) (1501-1517)
5. Anton de Santmartí, (1517-1525)
6. Jaume Gibert, (1525)
7. Ramon Marquet, (1525-1529)
8. Francesc Castelló, (1529-1536)
9. Miquel de Ferrer i de Marimon (ca), (1537-1550)[N 38]
10. Gaspar Ferrer (1552-1562)
11. Dimes de Requesens (ca), (1562-1567)
12. Pere de Junyent, (1568-1578)
13. Agustí d'Argensola, (1580-1587)
14. Adrià Maymó, (1587-1601)
15. Frederic de Meca, (1601-1602)
16. Ramon de Veri, (1602-1609)
17. Miquel d'Alentorn, (1609)
18. Ramon de Berga, (1609-1617)
19. Francesc d'Oluja, (1617-1622)
20. Nicolau Cotoner i Sureda, (1623).[4]
21. Miquel Xatmar, (1624-1627)
22. Pere Jordi Puigdorfila, (1632)
23. Onofre d'Hospital, (1632-1639)
24. Felip Sabater, (1639-1654)
25. Miquel de Torrelles (1655-1680)
26. Arnau de Serralta, (1680-1696)
27. Diego de Serralta, (1696-1715)
28. Geroni de Ribes, (1715-1721)
29. Josep de Vilallonga, (1721-1734)
30. Francesc de Cahors, (1750-1767)
31. Manuel de Montoliu, (1767-1779)
32. Llorenç Despuig, (1780)
33. Nicolau Abrí Descatllar, (1783-1790)
34. Ignasi Desbrull, (1803-1805)

### Grand prieuré de Navarre
On dénombre 21 ou 22 maisons de l'Hôpital (domus Hospitalis) avant la fin du XIIIe siècle puis 28 commanderies au XIVe siècle et enfin 15 commanderies principales au commencement de l'époque moderne dont 2 seulement proviennent des Templiers:
- Commanderie de Aberin  (28 juin 1312-...)[75]
  - Desojo [76]
  - Commanderie de Echávarri (c.1165)[N 39]
- Commanderie de Aparia
- Commanderie de Aphat-Ospitalia (1194)[78], commune de Saint-Jean-le-Vieux
  - Maison / Hospice Saint-Sauveur de Laurhibar (1298)[N 40], commune de Mendive
- Commanderie de Biurrun
- Commanderie de Calchetas (Murchante)
- Commanderie de Cogullo-Melgar (Urbiola)
- Commanderie de Induráin (municipalité de Izagaondoa)
  - Commanderie de Sangüesa[79] (1165)[77]
- Commanderie de Iracheta
- Commanderie de Irissarry [a aussi appartenu à la langue de Provence][N 41]
- Commanderie de Leache
- Commanderie de Olaz-Subiza
- Commanderie de Ribaforada  (1er juillet 1313-...)[75]
- Commanderie de Tudela-Cabanillas
  - Commanderie de Buñuel
  - Commanderie de Fustiñana (1189)
- Commanderie de Villafranca
- Commanderie de Zizur (Cizur) (1181)[77]

Les commanderies de San Juan de Arramele (commune de Tolosa) et de Santa Catalina (commune de Saint-Sébastien) appartenant initialement au prieuré de Navarre forment une baillie mais celle-ci parait dépendre du prieuré de Castille au début de l'époque moderne. Après la création de la langue d'Aragon, ce litige entre les hospitaliers de Castille et ceux de Navarre n'est toujours pas résolu (1478). On retrouve finalement San Juan de Ramel parmi les membres de la commanderie d'Induráin au XVIe siècle.

#### Liste des prieurs
- Frère Guillaume de Belmes (1142-1153)[83]
- Frère Mir, prieur de Navarre et en Aragon (1163 - nov. 1167)[84]
- Garciá Ramirez, prieur d'Aragon et de Navare (1172-1174)[85]
- Ximenès de Morieta (1210)[86]
- García Artiga (?-1240)[87]
- Juan Martínez de Mañeru (1240-1250)[87],[88]
- Jordan de Caudérac (1298)
- Guy de Severach (1302-1312)[75]
- Pedro de Chalderac (1312-1316)[75]
- Pierre de Chaudeyrac, commandeur de Navarre (1317)[89] [tenant lieu de maître]
- Gerenton d'Orchan (1332-1342)[90]
- Garin de Châteauneuf (? - 1347)[91]
- Marquès de Gozon (1347-1348), ensuite prieur de Toulouse (1351-1366)[91]
- Astorg de Caylus (1351)[91]
- Monteolivo de Laya (1358-1381/83)[92]
- Martín Martínez de Olloqui (1383-1433/35)[93]
- Jean de Beaumont (es) (1435-1487)[94],[95], dernier prieur de Navarre avant la création de la langue d'Aragon[N 43]

### Grand prieuré de Portugal
- Commanderie (1232) puis prieuré de Crato, siège du prieuré de Portugal à partir de 1340[96].
  - Flor da Rosa (pt)
- Commanderie d'Aboim (pt) (1145)[97]
- Commanderie d'Algoso (pt) (1224)[N 44]
- Commanderie de Belver (pt) (Gavião), ensuite membre de Crato
  - Château de Belver (1194)
- Commanderie de Faia (pt)
- Commanderie de Leça (pt) (1128)
- Commanderie de Moura Morta (pt)[99]
- Commanderie de Rio Meão (1218)
- Commanderie / baillie de São Brás de Lisboa[100]
- Commanderie de Sertã[101], chambre priorale au même titre que Crato en 1428[102].
- Commanderie de Távora[103]

À partir du XVIe siècle, plus d'un siècle après la création de la langue de Castille, on dénombre 29 commanderies.

#### Liste des prieurs
Le grand prieur de Portugal portait le titre de prieur de Leça puis de prieur de Crato (pt) dès lors que le siège du prieuré fut établi dans cette ville (1340).
- Frère Mem Gonçalves / Mendo Gonçalves (1232), 1er prieur de Leça[105]
- Don fr. Rodrigo Gil (1235)[105] ?
- Fr. Afonso Pires Farinha (pt) (1260-1276)[106]
- Fr. Garcia Martins (?-5 jan. 1306)[107]
- D. Estevão Vasques Pimentel (1306-14 mai 1336)[107]
  - D. fr. Gonçalo Pereira (pt)[105],[N 45], évêque de Évora puis de Lisbonne et enfin archevêque de Braga, primat des Espagnes
- D. fr. Álvaro Gonçalves Pereira (pt) (1341[108]-1375/79[105]), 1er prieur de Crato
- D. fr. Pedro Álvares Pereira (pt) (1375 ou v. 1379-14 août 1385)[105]
- D. fr. Álvaro Gonçalves Camelo (pt) (27 mai 1386-1400)[105]
- D. fr. Lourenço Esteves de Góis (pt) (1400-1419)[105]
- D. fr. Nuno Gonçalves de Góis (pt) (1419-1440)[105]
- D. fr. Afonso Pires Sardinha (1440-1443)[105]
- D. fr. Henrique de Castro (pt) (?-1448)[105]
- D. fr. João de Ataíde (1448-1453)[105]
- D. fr. Vasco de Ataíde (1453-1487)[105]
- D. fr. Vasco Martins de Gomide (?-?)[105]
- D. fr. Diogo Fernandes de Almeida (pt) (1487-1505)[105]
- D. fr. João Coelho (?-?)[105]
- D. fr. João de Menezes (pt) (1508-1522)[105]
- D. fr. Luís de Portugal (pt) (1527-1555)[105], duc de Beja
- D. fr. António de Portugal (1555-1595)[105]
- D. fr. Manuel de Melo(?-?)[105]
- D. João de Mascarenhas (1673)[105], 1er marquis de Fronteira et grand prieur de Crato.
- D. Francisco, duc de Beja (?-1742)[105]
- D. Pedro III de Portugal (?-1786)[105]
- D. Miguel I de Portugal (1828-1834)[105], dernier grand prieur
- D. Guilherme Henriques de Carvalho (1846-1857)[105] [administrateur des biens du prieuré][N 46]